# Филогенез
Филогене́з или филогени́я (от др.-греч. φῦλον «племя, раса» + γένεσις «происхождение») — историческое развитие организмов. В биологии филогенез рассматривает развитие биологического вида во времени. Биологическая классификация основана на филогенезе, но методологически может отличаться от филогенетического представления организмов.

## Описание
Филогенез рассматривает эволюцию в качестве процесса, в котором генетическая линия — организмы от предка к потомкам — разветвляется во времени, и её отдельные ветви могут приобретать те или иные изменения или исчезать в результате вымирания.
Имеющиеся на сегодняшний день знания о ветвлении филогенетического древа получены путём построения классификации живых организмов, которая исходно была задумана Карлом Линнеем как отражение «Естественной Системы» всей природы (в том числе и неживой). Впоследствии было установлено, что такой «Естественной Системы» не существует, а то, что К. Линней принимал за проявление этой системы у животных и растений, является филогенией, то есть результатом биологической эволюции.
Для более эффективного анализа филогении в настоящее время разрабатываются принципы, в которых метод записи классификации усовершенствован по сравнению с линнеевским, что позволяет более адекватно записать филогению в форме классификации и продолжить её анализ.
Анализ филогении далёк от завершения, поскольку представляет собой выявление однократных неповторимых эволюционных событий, произошедших в прошлом, и поэтому может осуществляться только косвенными методами. Для реконструкции и филогении необходимо максимально полное знание о разнообразии видов; однако в настоящее время науке всё ещё известна лишь малая часть видов живых организмов, обитающих на Земле, и ничтожно малая часть видов, обитавших на Земле в прошлом.